# Clifton (West Yorkshire)
Clifton – wieś w Anglii, w hrabstwie ceremonialnym West Yorkshire, w dystrykcie metropolitalnym Calderdale. Leży 18 km na południowy zachód od miasta Leeds i 268 km na północny zachód od Londynu.